# 苗文
苗文（Hmong writing）是用文字來記載苗語的系統與方法。由於苗族的聚居地區相當分散，又多位於山區，彼此交流不便，導致苗語的方言頗為複雜，也難以形成統一的文字。
當今仍使用中的苗文主要有20世紀初期創建的滇东北老苗文、中華人民共和國創立後發展的4種苗文，以及越南苗文及寮國苗文。

## 历史
有關古代是否有苗文，歷來學術界意見頗不一致。近年在黔东南雷公山和月亮山一帶的苗族聚居地发现一些碑文，当地人称为「苗文碑」，可惜残破不全，是否為古苗文，尚待文字专家研究。
清朝末年，黔西县化屋乡苗族杨维舟曾用汉字偏旁部首创造一種苗文；威宁县苗族张约翰等人整理过两套苗文符号。清末民初，湘西苗族诗歌作者石板塘曾运用「六书」造字规律，借用汉字偏旁创造了方块字形的苗文。民初英国传教士胡托（M.H.Hutton）在黔东南的旁海镇（现歸凯里市辖）传教时，也创造一种苗文，这种苗文以1918年公布的漢语「注音字母」为基础，以當地苗语为标准音，故称「注音字母苗文」，曾翻譯了大量宗教書籍。抗日战争时期，湘西苗族学者石启贵运用阿拉伯字母，以乾城（今吉首）苗语为基础，创造苗族拼音文字，后來又简化为速记苗文。同时期，贵州松桃苗族教师龙绍华曾运用国际音标编写东部方言的苗文课本。這幾種苗文或曾興起一時，但皆未能留傳至今。
1905年，来自英国的传教士柏格理和苗族人杨雅各等合作，针对分布在云南省东北部和贵州省威宁县、赫章县一带苗族的语言特色，结合拉丁文字及标点符号建立起一套拼音文字系统理论，现称滇东北老苗文，又称柏格理苗文、石门坎苗文、框式苗文。并曾用于翻译《圣经》和赞美诗。
1952年起，中華人民共和國開始对苗族和其他民族的民族语言进行调查。1955年，初步将苗语划分为东部、中部、西部及滇东北（又稱北部）四个方言，并提出《苗语调查报告》。1957年7月中央民族事务委员会的「关于民族语文工作座谈会」中，將上述四大方言名稱修定为：中部方言改为黔东南方言（或稱黔东方言），东部方言改为湘西方言，西部方言改为川黔滇方言，北部方言改为滇东北方言。同年12月国务院批准《关于少数民族文字方案中设计字母的几项原则》，规定上述苗语四个方言的文字方案，都是以拉丁字母为基础的拼音文字。后来，因為政治因素，這四種苗文未能顺利推行，并从1960年代初起就中断了推行工作，直到1980年以後才逐漸恢復。
1980年代云南省楚雄州又曾改进苗文，字母仍用柏格理字母，在表示苗语语音方面更加准确，并曾编印教材。但实际上與1957年改进的滇东北苗文一樣，实际的推行范围都很有限。

## 分類

### 方块苗文

#### 古苗文
近代以前，苗族知识分子运用汉字偏旁等按六书创制的方块苗文，由于不成体系，关于其能否成为一种文字系统存在争议。

#### 湘西方块苗文
由清末苗族知识分子石板塘等人创制，主要流行于湖南省湘西土家族苗族自治州花垣县龙潭镇和麻栗场镇。按照创制和使用地区，可分为板塘苗文、老寨苗文和古丈苗文。

### 滇东北老苗文

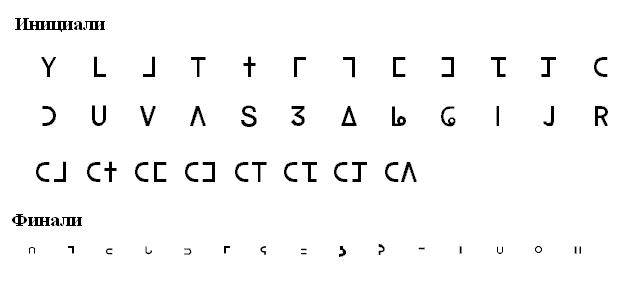
柏格理苗文

英国传教士柏格理为川黔滇方言区支系大花苗创制。在贵州省的威宁、赫章、水城、紫云等县和云南省的彝良、大关、永善、寻甸、楚雄彝族自治州和昆明市近郊等地苗族基督教活动中使用。据1980年代的统计，使用的苗族约有25万人，其中熟悉的约有5万人。

### 注音字母苗文
澳大利亞传教士胡托（「胡志宗」或稱「胡致中」）利用汉语注音符号并增补一些，为黔东方言炉山县（现：凯里市）附近苗族信眾创制。现已少人使用。

### 拉丁苗文
1957年由中央民族事務委員會創製，雖然苗語三大方言區差異巨大，但可以用共同的表音系統書寫。湘西、黔东、川黔滇、滇东北四种苗文均有26个字母，其中辅音字母21个，元音字母5个，声调符号8个。行款从左向右横书。但由於漢語教育的基礎地位，學習拉丁苗文的苗族人並不多。

#### 湘西苗文
主要流行于湖南省湘西土家族苗族自治州，以及贵州省松桃苗族自治县。
- 書寫範例：Jid wud jid longs chad mex ros.（团结才有力量）

#### 黔东苗文
主要流行于贵州省黔东南苗族侗族自治州和广西融水苗族自治县。
- 書寫範例：Dail hmub dail diel jus zaid naix.（苗族汉族一家人）

#### 川黔滇苗文
主要流行于贵州、四川和云南的川黔滇苗語区。20世紀50年代，分別為其下的兩種主要方言川黔滇方言和滇東北方言各創製了拉丁苗文，其他的方言如麻山方言則未作規範。
- 書寫範例：ib, aob, bib, bloub, zhib, drout, xangt, yib, juax, gouf.（一、二、三、四、五、六、七、八、九、十）

### RPA
由三位传教士于1953年创制，用于书写属于川黔滇方言的白苗语和青苗语，目前在定居西方国家的苗族人中间被广泛使用。

### 救世苗文
主要流行于老挝、泰国，用于书写白苗语和青苗语。

## 相關文字
云南昆明市禄劝县一带信仰基督教的彝族和傈僳族也使用外国传教士根据柏格理苗文字母设计的彝文和傈僳文，称柏格理彝文（也称黑彝文）和柏格理傈僳文，分别记录的是彝语东部方言和傈僳语禄劝方言。